# Ottavio Bandini

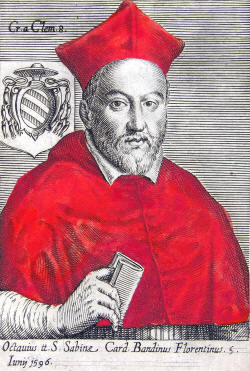
Kardinal Ottavio Bandini (1596)

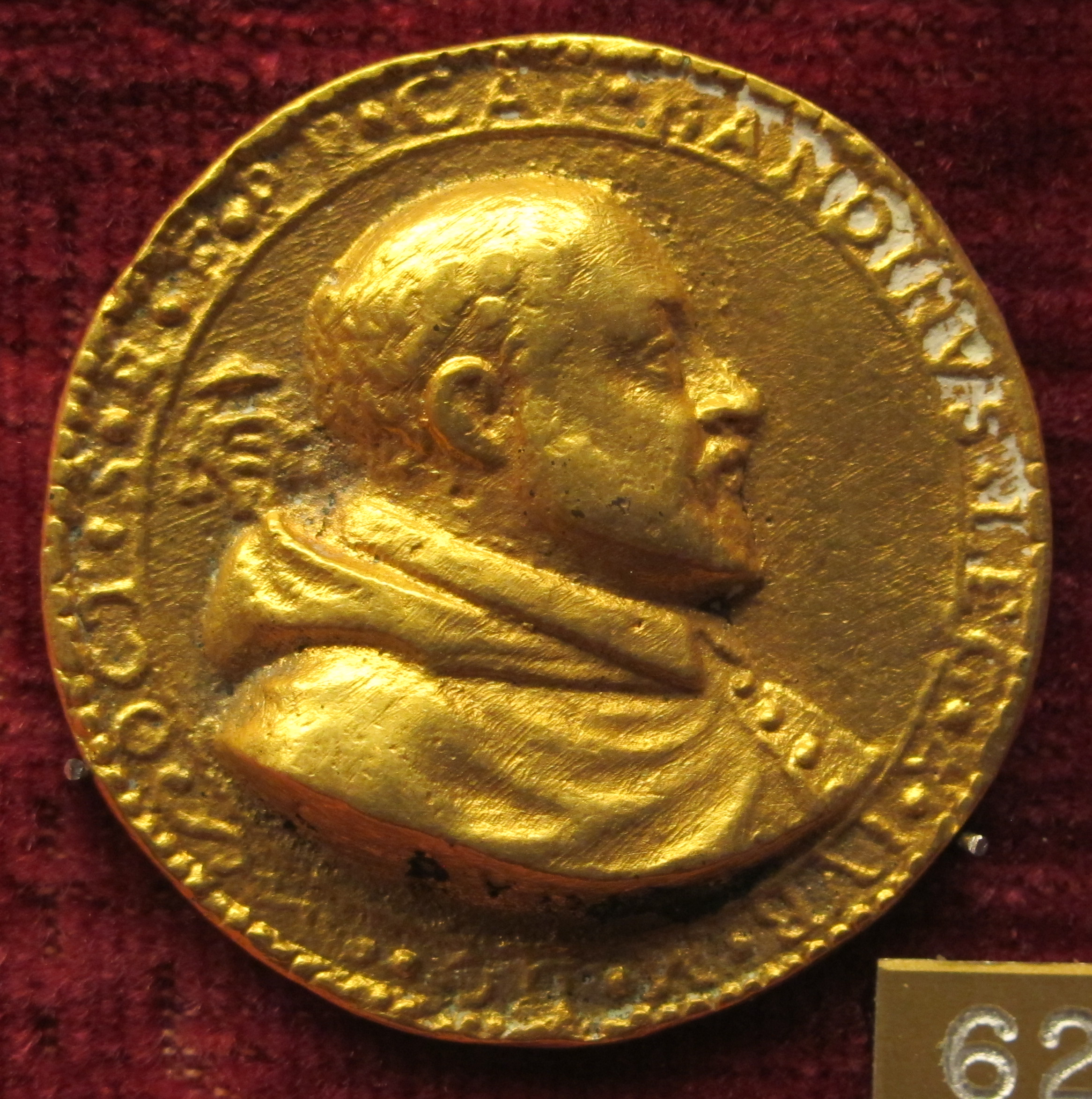
Medaille mit Kardinal Bandinis Bildnis

Ottavio Bandini (* 25. Oktober 1558 in Florenz; † 1. August 1629 in Rom) war ein italienischer Kardinal und Erzbischof von Fermo.

## Lebenslauf
Er studierte in Florenz, Paris, Salamanca und erwarb den Abschluss der Rechtswissenschaften in Pisa. Anschließend begann er während des Pontifikats von Gregor XIII. als Überzähliger Apostolischer Protonotar an der Kurie zu arbeiten und wurde später Referent an der Apostolischen Signatur.
Er war stellvertretender Gouverneur von Fermo und Gouverneur von Marken und Borgo.
Er wurde vom Kardinalskollegium zum Präfekten des Konklave September 1590 und des Konklave Oktober 1590 ernannt. Danach war er Vizelegat in Bologna. Am 19. Juni 1595 wurde er zum Erzbischof von Fermo ernannt. Die Bischofsweihe fand am 25. Juni 1595 in der Kirche San Silvestro al Quirinale durch Kardinal Alessandro de’ Medici und die Mitkonsekratoren Ludovico de Torres, Erzbischof von Monreale, und Giovanni Francesco de San Gregorio, Bischof von Acqui, statt.
Im Konsistorium vom 5. Juni 1596 wurde er von Papst Clemens VIII. zum Kardinal kreiert und kurz darauf zum Kardinalpriester der Titelkirche Santa Sabina ernannt. Er wurde Legat in Romagna und in den Marken sowie Gouverneur von Ascoli und Montalto. Am 10. April 1606 trat er als Erzbischof zurück. Von 9. Januar 1612 bis 7. Januar 1613 war er Kämmerer des Heiligen Kardinalskollegiums. Am 16. September 1615 wechselte er zur Titelkirche San Lorenzo in Lucina. Von 1618 bis 1621 war er Kardinalprotopriester, anschließend Kardinalbischof von Palestrina, 1624 Kardinalbischof von Porto-Santa Rufina und ab 1626 Kardinaldekan sowie Kardinalbischof von Ostia und Velletri.
Am 1. August 1629 starb er im Alter von 71 Jahren und wurde in San Silvestro al Quirinale beigesetzt.